# Отвътре навън 2
„Отвътре навън 2“ (на английски: Inside Out 2) е американска компютърна анимация от 2024 г., продуциран от „Пиксар Анимейшън Студиос“ и разпространен от „Уолт Дисни Пикчърс“. Като продължение на „Отвътре навън“ (2015), филмът е режисиран от Кели Ман (в неговия режисьорския дебют), продуциран е от Марк Ниелсен, а сценарият е на Мег Лефов и Дейв Холщайн. Озвучаващия състав се състои от Ейми Полър, Филис Смит, Луис Блек, Даян Лейн и Кайл Маклоклан, които се завръщат с ролите си от първия филм, а Тони Хейл (заместващ Бил Хейдър), Лиза Лапира (заместваща Минди Калинг), Мая Хоук, Айо Едебири, Адел Екзаркопулос, Пол Уолтър Хаузър и Кесингтън Толман (заместваща Кейтлин Диас) се присъединяват в актьорския състав. Филмът разказва историята за емоциите на Райли, и те забелязват присъединяването на новите емоции, които искат да превземат главата на Райли.
„Отвътре навън 2“ е първоначално обявен през септември 2022 г. по време на „Д23 Експо“, докато Ман, Ниелсен и Лефов съответно са назначени като режисьор, продуцент и сценарист, а Ейми Полър се завръща като гласа на Радост, заедно с Смит, Блек, Лейн и Маклоклан. Хейл, Лапира и Хоук се включват в състава през ноември 2023 г., докато ролите на Едебири, Екзаркопулос, Хаузър и Толман са потвърдени през март 2024 г. В същия месец, Холщайн се присъединява като съсценарист с Лефов.
Премиерата на филма се състои в театър „Ел Капитан“, Лос Анджелис на 10 юни 2024 г. и излиза по кината в Съединените щати на 14 юни 2024 г.

## Синопсис
Действието на филма ще се развива в главата на тийнейджърката Райли, която този път ще се изправи пред нови човекоподобни емоции.

## Актьорски състав
- Ейми Полър – Радост, жълта щастлива емоция[10]
- Филис Смит – Тъга, синя тъжна емоция[10]
- Луис Блек – Бяс Лют, червена гневна емоция[10]
- Тони Хейл – Страх, лилава притеснена емоция. Той е предишно озвучен от Бил Хейдър в първия филм.[10]
- Лиза Лапира – Отврат, зелена отвратена емоция. Тя е предишно озвучена от Минди Калинг в първия филм.[10]
- Мая Хоук – Тревожност, нова оранжева неспокойна емоция.[10]
- Айо Едебири – Завист, нова синьозелена завистлива емоция.[11]
- Адел Екзаркопулос – Досада, нова индиго скучна емоция.[12]
- Пол Уолтър Хаузър – Срам голям, нова розова засрамена емоция.[12]
- Кенсингтън Толман – Райли Андерсен. Толман замества Кейтлин Диас от първия филм.[12]
- Даян Лейн – г-жа Андерсен, майка на Райли[10]
- Кайл Маклоклан – г-н Андерсен, бащата на Райли[10]
- Лилимар – Валентина „Вал“ Ортиз[12]
- Пола Пел – Мама Бяс Лют[13]
- Сумая Нуридин-Грийн – Брий, приятелка на Райли[14]
- Грейс Лу – Грейс, приятелка на Райли[12]
- Ивет Никол Браун – треньор Робъртс, водач на летен лагер за хокей.[12]
- Джон Раценбъргър – Фриц. Това е първият филм на Раценбъргър за филм на Пиксар след „Напред“ през 2020 г.[12]
- Джун Скуиб – Носталгия, нова кафява носталгична емоция.
- Рон Фънчес – Блуфи, герой от най-любимото детско шоу на Райли.
- Йонг Ий – Ланс Слашблейд, героичен персонаж от видеоигра.

В допълнение, Сараю Блу, Флий, Дейв Гоелз, Джеймс Остин Джонсън, Боби Мойнихан, Франк Оз, Паула Паундстоун, Кендъл Койн Скофийлд и Кърк Тачър са добавени в състава за неразкрити роли.

## Продукция

### Разработка
Режисьорът на „Отвътре навън“ (2015) Пийт Доктър е планирал продължението, докато номинациите на оригиналния филм са обявени в 88-мата церемония на наградите „Оскар“ през 2016 г. Пиксар официално потвърди разработката на продължението по време на пресконференцията „Д23 Експо“ през септември 2022 г., докато Ейми Полър дойде на сцената, за да дискутира филма заедно с Доктър. Келси Ман е назначен като режисьор за продължението, което го прави режисьорския му дебют, след като той е режисирал късометражния филм Party Central през 2013 г.), продуцент да е Марк Ниелсен, а Мег Лефов е наета да напише сценария, която се завръща от първия филм.

## Премиера
Премиерата на „Отвътре навън 2“ се състои в театър „Ел Капитан“ на 10 юни 2024 г. и излиза по кината в САЩ на 14 юни 2024 г. във формати RealD 3D, IMAX и Dolby Cinema. Също така, филмът ще се екранизира в Международния анимационен филм фестивал „Анси“ на същия ден.

### Маркетинг
Тийзър трейлъра на филма, заедно с плаката, е пуснат на 9 ноември 2023 г., а вторият трейлър, заедно с другия плакат, е пуснат на 7 март 2024 г. Този трейлър отбелязва дебюта на „стандартния“ вариант за логото на Дисни през 2023 г., който бе въведен преди 100-годишния юбилей на студиото.

## В България
В България излиза по кината на същата дата от „Форум Филм България“. Вторият трейлър, дублиран на български, е пуснат на 22 март 2024 г. в YouTube канала на Форум Филм България.
Гала премиерата на филма се състои в „Синема Сити“ на 11 юни 2024 г.